# 北海道道874号朝日桜丘線
北海道道874号朝日桜丘線（ほっかいどうどう874ごう あさひさくらおかせん）は、北海道夕張郡栗山町内を結ぶ一般道道（北海道道）である。

## 概要

### 路線データ
- 起点：北海道夕張郡栗山町朝日2丁目（国道234号交点）
- 終点：北海道夕張郡栗山町桜丘2丁目（国道234号交点）
- 路線延長：1.9km（総延長、内、重複区間0.2km）

## 歴史
- 1976年（昭和51年）3月31日 路線認定[1]。

## 路線状況

### 重複区間
- 栗山町中央1丁目 - 終点（北海道道45号恵庭栗山線）
- 栗山町中央1丁目 - 終点（北海道道1080号栗山北広島線）

## 地理

### 通過する自治体
- 空知総合振興局
  - 夕張郡栗山町

### 交差する道路
栗山町
- 国道234号 - 朝日2丁目（起点）
- 北海道道692号角田栗山停車場線 - 中央3丁目
- 北海道道45号恵庭栗山線 - 中央1丁目、桜丘2丁目（重複）
- 北海道道1080号栗山北広島線 - 中央1丁目、桜丘2丁目（重複）
- 国道234号 - 桜丘2丁目（終点）

### 沿線にある施設など
栗山町
- 栗山赤十字病院 - 朝日3丁目2
- 栗山本町簡易郵便局 - 松風2丁目39
- 栗山郵便局 - 中央3丁目238
- 北海道銀行栗山支店 - 中央3丁目36-1
- 北洋銀行栗山支店 - 中央3丁目4
- 空知信用金庫栗山支店 - 中央3丁目3
- JR栗山駅 - 錦4丁目